# The Hollow (serie animata)
The Hollow è una serie televisiva animata canadese di avventura e mistero creata da Vito Viscomi. La serie è stata presentata in anteprima su Netflix l'8 giugno 2018. La sua seconda stagione è andata in onda l'8 maggio 2020.

## Trama

### Stagione 1
Adam, Mira e Kai sono tre adolescenti che si svegliano in una stanza senza ricordi di se stessi o degli altri; l'unico indizio della loro identità sono i loro nomi scritti su piccoli foglietti di carta nelle loro tasche. Dopo essere emersi da un bunker sotterraneo si trovano in una foresta profonda e si avventurano per scoprire chi sono e come tornare a casa.
Lungo la strada, incontrano uno strano personaggio che chiamano "Tizio Strambo" o "Stramboide", che li teletrasporta in diverse regioni ogni volta che chiedono "aiutaci per favore". Ogni regione, tuttavia, ospita pericoli e ostacoli che il gruppo fatica a superare, portandoli però a scoprire anche che ciascuno di loro possiede dei superpoteri: Adam ha sia super-forza che super-agilità; Mira può comunicare con gli animali, respirare sott'acqua e nuotare come una sirena; e Kai può lanciare e manipolare il fuoco, oltre ad essere un genio della meccanica.

### Stagione 2
Adam, Kai e Mira si svegliano in un luogo visivamente identico alle loro case, ma ipotizzano ancora di trovarsi nel "Hollow". Durante l'esplorazione di questo mondo, scoprono individualmente che nessuno ha mai sentito parlare del "Hollow". Quando si incontrarono per la prima volta, Adam stava scappando dai suoi bulli d'infanzia, che ancora adesso sono rimasti alla stessa età. Si rendono presto conto che tutte le loro più grandi paure, i bulli per Adam, un pollo gigante per Kai e una bambola di epoca vittoriana per Mira, si sono manifestati nel mondo reale. Mentre combattono queste paure, si rendono conto che posseggono ancora i loro poteri scoperti nel "Hollow".

## Episodi
| Stagione         | Episodi | Prima TV USA | Prima TV Italia |
| ---------------- | ------- | ------------ | --------------- |
| Prima stagione   | 10      | 2018         | 2018            |
| Seconda stagione | 10      | 2020         | 2020            |

### Prima stagione
| nº | Titolo italiano | Titolo originale | Prima TV USA  | Prima TV Italia |
| -- | --------------- | ---------------- | ------------- | --------------- |
| 1  | La stanza       | The Room         | 8 giugno 2018 | 8 giugno 2018   |
| 2  | Il deserto      | The Desert       | 8 giugno 2018 | 8 giugno 2018   |
| 3  | Apocalisse      | Apocalypse       | 8 giugno 2018 | 8 giugno 2018   |
| 4  | Il faro         | The Lighthouse   | 8 giugno 2018 | 8 giugno 2018   |
| 5  | Ishibo          | Ishibo           | 8 giugno 2018 | 8 giugno 2018   |
| 6  | Morti viventi   | Undead           | 8 giugno 2018 | 8 giugno 2018   |
| 7  | L'indovinello   | The Riddle       | 8 giugno 2018 | 8 giugno 2018   |
| 8  | Ghiaccio        | Ice              | 8 giugno 2018 | 8 giugno 2018   |
| 9  | Bozzolo         | Cocoon           | 8 giugno 2018 | 8 giugno 2018   |
| 10 | Colrath         | Colrath          | 8 giugno 2018 | 8 giugno 2018   |

### Seconda stagione
| nº | Titolo italiano  | Titolo originale | Prima TV USA  | Prima TV Italia |
| -- | ---------------- | ---------------- | ------------- | --------------- |
| 1  | Casa             | Home             | 8 maggio 2020 | 8 maggio 2020   |
| 2  | Hollow Games     | Hollow Games     | 8 maggio 2020 | 8 maggio 2020   |
| 3  | Il ritorno       | The Return       | 8 maggio 2020 | 8 maggio 2020   |
| 4  | Sconcertati      | Puzzled          | 8 maggio 2020 | 8 maggio 2020   |
| 5  | Alchimia         | Alchemy          | 8 maggio 2020 | 8 maggio 2020   |
| 6  | Capolinea fatale | Dead End         | 8 maggio 2020 | 8 maggio 2020   |
| 7  | Instabili        | Unbalanced       | 8 maggio 2020 | 8 maggio 2020   |
| 8  | Zanna            | Fang             | 8 maggio 2020 | 8 maggio 2020   |
| 9  | Incendio         | Fire             | 8 maggio 2020 | 8 maggio 2020   |
| 10 | Corsa            | Race             | 8 maggio 2020 | 8 maggio 2020   |

## Personaggi
- Adam, voce originale di Adrian Petriw, è un ragazzo intelligente, incredibilmente forte e agile e assume sin da subito il ruolo di leader del gruppo. Nella stagione 2, si rivela essere gay. È uno dei protagonisti. Peter Bundic interpreta Adam nelle scene in live-action.
- Mira, voce originale di Ashleigh Ball, è brava nei puzzle, in grado di comunicare con animali e creature, respirare sott'acqua e nuotare a grande velocità. È una delle protagoniste. Lana Jalissa interpreta Mira nelle scene dal vivo.
- Kai, voce originale di Connor Parnall, è un ragazzo un po' nerd, intelligente, un genio della meccanica e ha scelto la capacità di creare e manipolare il fuoco. Tuttavia, è impulsivo, non molto atletico e spesso fa battute che solo lui trova divertenti. È uno dei protagonisti. Harrison Houde interpreta Kai nelle scene dal vivo,
- Vanessa, voce originale di Diana Kaarina. Oltre ad essere in grado di volare, è incredibilmente manipolativa e cospirativa. Si scopre che ha imbrogliato indossando delle lenti digiblock sui suoi occhi per evitare che la sua memoria venisse cancellata e quindi provoca il "glitch". È una delle principali antagoniste della prima stagione, ma in seguito una delle protagoniste della seconda stagione. Destiny Millens interpreta Vanessa nelle scene live-action.
- Reeve, voce originale di Alex Barima, un ragazzo che può muovere le cose con la mente. Viene mostrato come il più malizioso del suo gruppo. Nella stagione 2 si scopre che Adam e Reeve erano amici, ma Reeve si è unito alla squadra di Vanessa dopo un litigio. Più tardi diverrà di nuovo amico di Adam. È uno dei principali antagonisti della prima stagione, ma in seguito uno dei protagonisti della seconda stagione. Abdoul Diallo interpreta Reeve nelle scene dal vivo.
- Skeet, voce originale di Jesse Moss, è un ragazzo che può correre a super velocità. È il meno malizioso del suo gruppo e ad un certo punto cerca di convincere i suoi compagni di squadra a lavorare insieme ai loro concorrenti dopo aver preso coscienza dei pericoli rappresentati dai glitch. Nella seconda stagione, si scopre che il suo vero nome è Bernard ed era un amico d'infanzia di Mira fin dalla scuola materna. È uno dei principali antagonisti della prima stagione, ma in seguito uno dei protagonisti della seconda stagione. Chase Dallas Carey interpreta Skeet nelle scene dal vivo.
- Nisha, voce originale di Kazumi Evans, uno dei nuovi principali antagonisti della seconda stagione. Ha la capacità di usare il fuoco proprio come Kai.
- Tyler, voce originale di Sam Vincent, uno dei nuovi principali antagonisti della seconda stagione. Ha la capacità di manipolare il clima.
- Iris, voce originale di Khamisha Wilsher, uno dei nuovi principali antagonisti della seconda stagione. Ha la capacità di aumentare le sue dimensioni per un breve periodo.
- Tizio Strambo (The Weird Guy) o Gustaf, voce originale di Mark Hildreth, un individuo eccentrico e misterioso che appare ogni volta che qualcuno dice la frase "aiutaci per favore". Fuori dal gioco è l'host.

## Accoglienza
L'accoglienza da parte della critica specializzata è stata positiva. Joyce Slaton di Common Sense Media descrive la serie come simile a Lost ma con le TWiiNS, spaventosa per i bambini più piccoli, con musica intensa e pulsante, e la definisce "attraentemente strana", sostenendo che i genitori che gradiscono "l'oscuro e il sconcertante" la possono apprezzare. Imaobong Ifum di Collider ha descritto la serie come "ultraterrena", a tutto tondo strana, con "audaci dimostrazioni di coraggio, forte volontà e lavoro di squadra" e ha affermato che incarna lo stesso "senso di avventura e genuina comunione" di Gravity Falls. Dave Trumbore sempre di Collider ha sostenuto invece che la serie è sottovalutata, trovandola ricca di azione, simile a Maze Runner e ha affermato che la seconda stagione si concentra su "amicizie difficili e drammatiche" e l'ha definita una "storia cautelativa sui big data". Anche Rafael Motamayor di Bloody Disgusting ha fatto il confronto che Maze Runner, e ha notato delle somiglianze con Gravity Falls, inoltre ha sostenuto che mentre trovava il tono della serie "un po' infantile", riusciva comunque a creare un "mistero che in realtà ripaga senza alcun cliffhanger". Remus Noronha di MEAWW ha affermato che il cartone ha un colpo di scena nella seconda stagione nello stile di Devs o Westworld, ed è stato elogiato dai fan per la sua rappresentazione LGBTQ, "tra cui la rivelazione che Adam è gay".